# 抹红
抹红或紅色誘餌（英語：red-baiting），在菲律賓稱為貼紅色標籤（英語：red-tagging），旨在藉由負面宣傳，將對手指責為無政府主義者、共產主義者、馬克思主義者、列寧主義者、社會主義者、斯大林主義者、毛主義者或持類似意識形態組織的「同路人」，以打擊對手言論或邏輯論證的有效性，屬於一種非形式謬誤。中國大陸《人民日报》記者王尧表示，在台湾政坛，就是给对手扣上“亲共”“中共同路人”或“卖台集团”的红帽子，让对手变成“票房毒药”。

## 对象
- 中國國民黨：江啟臣表示，綠營對國民黨長期「抹紅」，把國民黨塑造成「舔共賣台」勢力[2]。趙少康认为國民黨總是被「抹紅」的原因是「沒有把態度拿出來」，没有大聲譴責北京[3]。
- 柯文哲：「柯文哲贏了，就是大陸贏了」[4]。